# Concours Eurovision de la chanson 1977
- Pays participants
- Pays ayant participé dans le passé

La Haye 1976 Paris 1978
Le Concours Eurovision de la chanson 1977 fut la vingt-deuxième édition du concours. Il se déroula le samedi 7 mai 1977, à Londres, au Royaume-Uni. Il fut remporté par la France, avec la chanson L'Oiseau et l'Enfant, interprétée par Marie Myriam. Le Royaume-Uni, pays hôte, termina deuxième et l'Irlande troisième.

## Organisation
Le Royaume-Uni, ayant remporté l'édition 1976, se chargea de l’organisation de l’édition 1977.
La date initialement fixée pour la finale était le samedi 2 avril 1977. Mais les cadreurs et les techniciens de la BBC se mirent en grève, paralysant toute l'organisation du concours. La finale nationale britannique ne put même pas être diffusée. L'édition 1977 menaçant d'être annulée, les responsables de la télévision publique néerlandaise proposèrent de se charger de son organisation. Cependant les syndicats et les techniciens néerlandais se déclarèrent solidaires de leurs collègues britanniques et menacèrent de se mettre en grève à leur tour. Finalement, un arrangement finit par être trouvé et la date du concours fut reportée de cinq semaines.

## Pays participants
Dix-huit pays participèrent au vingt-deuxième concours.
La Suède fit son retour. À la suite de ses mauvais résultats aux éditions précédentes du concours, la Yougoslavie décida de se retirer, pour ne revenir qu'en 1981.
La Tunisie s'était inscrite pour faire ses débuts, mais se retira au dernier moment, sans donner plus d'explications.

## Format
Le concours eut lieu au Centre de conférences de Wembley, à Londres, un centre de conférence, inauguré en 1977 et détruit en 2006.
L'UER décida de réinstaurer la règle obligeant les pays participants à chanter dans une de leurs langues nationales, règle qui avait été abolie en 1973. L'Allemagne et la Belgique reçurent une dispense spéciale pour cette édition. Ces deux pays avaient en effet déjà sélectionné leur chanson, avant la réinstauration officielle de la règle.
L’orchestre était installé dans une fosse, au fond de la scène. Cette fosse était entourée d'une piste circulaire et surmontée d'une arche mobile, formée de trois arcs. Deux arches plus petites, situées de part et d'autre de la fosse, étaient intégrées à l'arrière-fond. Devant la fosse, trois plateaux superposés de forme circulaire accueillaient les artistes. Tous les éléments du décor étaient de couleur neutre et bordés de bandeaux lumineux de couleur rose. Des spots de couleurs permettaient de donner à l'ensemble des tons bleu ciel, bleu foncé, roses ou orange. Le pupitre du superviseur et le tableau de vote étaient situés à droite de la scène, au sommet d'un escalier. Durant l'entracte, la piste circulaire autour de l'orchestre fut décorée des drapeaux des dix-huit pays participants.
Le programme dura près de deux heures et douze minutes.

## Vidéo introductive et cartes postales
La vidéo introductive montra des vues touristiques des différentes régions du Royaume-Uni. Chaque région était introduite par son étendard. La vidéo se conclut par une vue sur le Centre de conférences de Wembley.
Pour la première fois depuis 1973, il n'y eut pas de cartes postales. La caméra se contenta de faire plusieurs plans sur le public présent dans la salle.

## Déroulement
La présentatrice de la soirée fut Angela Rippon (en). Elle s'adressa aux téléspectateurs en anglais et en français.
L'orchestre était dirigé par Ronnie Hazlehurst.
Le déroulement ne rencontra qu'un léger hiatus : le sous-titrage annonçant la chanson française fut mal cadré et tressauta sur les écrans.

## Chansons
Dix-huit chansons concoururent pour la victoire.
La prestation la plus remarquée de la soirée fut celle des représentants autrichiens, le groupe Schmetterlinge. Les quatre membres masculins portaient un costume, blanc par devant et noir par derrière. Le côté blanc était décoré d’un papillon vert et d’un cœur rouge. Le côté noir était décoré de plusieurs billets de banque. Ils portaient en outre à l’arrière de leur tête, un masque grimaçant fumant un cigare, s’accordant avec le côté noir. Ce déguisement illustrait le thème de la chanson, la toute première chanson parodique présentée au concours : l’exploitation de la musique et des artistes par des producteurs et des financiers sans scrupules.

## Chefs d'orchestre
| Noel Kelehan   | Yvon Rioland       | Harry van Hoof (en)       | Christian Kolonovits | Carsten Klouman (en) | Ronnie Hazlehurst         |
| -------------- | ------------------ | ------------------------- | -------------------- | -------------------- | ------------------------- |
| - Irlande      | - Monaco           | - Pays-Bas                | - Autriche           | - Norvège            | - Allemagne - Royaume-Uni |
| Johnny Arthey  | José Calvário (en) | Georges Hatzinassios (el) | Eldam Shrem          | Peter Jacques        | Anders Berglund (en)      |
| - Luxembourg   | - Portugal         | - Grèce                   | - Israël             | - Suisse             | - Suède                   |
| Rafael Ibarbia | Maurizio Fabrizio  | Ossi Runne (en)           | Alyn Ainsworth       | Raymond Donnez (en)  |                           |
| - Espagne      | - Italie           | - Finlande                | - Belgique           | - France             |                           |

Le chef d’orchestre Ronnie Hazlehurst se fit particulièrement remarquer, lorsqu’il dirigea la chanson britannique. Il revint sur scène, coiffé d’un chapeau melon et s’appuyant sur un parapluie, avec lequel il dirigea ensuite l'orchestre.

## Entracte
Le spectacle d'entracte fut une vidéo, tournée le jeudi précédant la finale. La BBC avait organisé une sortie pour tous les artistes participants, au restaurant The Cockney, à Londres. Le repas servi fut un fish and chips. La soirée fut animée par Acker Bilk et ses Paramount Jazz Men, qui jouèrent plusieurs morceaux de jazz instrumental. Apparurent à l'écran les Swarbriggs, Ilanit, Anita Skorgan et le groupe Dream Express.

## Coulisses
Durant le vote, la caméra fit plusieurs gros plans sur les artistes. Apparurent notamment Lynsey de Paul, Mike Moran, les Swarbriggs, Marie Myriam, Béssy Argyráki et Marianna Toli (de).

## Vote
Le vote fut décidé entièrement par un panel de jurys nationaux. Les différents jurys furent contactés par téléphone, selon l'ordre de passage des pays participants. Chaque jury devait attribuer dans l'ordre 1, 2, 3, 4, 5, 6, 7, 8, 10 et 12 points à ses dix chansons préférées. Les résultats furent énoncés oralement, selon l'ordre de passage des pays participants.
Le superviseur délégué sur place par l'UER fut Clifford Brown. Il dut intervenir à trois reprises durant le vote. En effet, la procédure rencontra de nombreux hiatus, dus notamment aux difficultés que rencontra Angela Rippon (en) pour comprendre les points attribués en français. Elle s'exclama d'ailleurs : « I'm pretty afraid I have trouble with my deaf aid, down here. »
Tout d'abord, l'attribution des points de Monaco aux Pays-Bas fut incorrecte : le tableau attribua deux points à la place de trois, sans que le scrutateur n'intervienne. Ceci provoqua une intervention du porte-parole néerlandais, qui demanda que leur score soit rectifié au préalable. S'ensuivit un échange avec Angela Rippon (en) :

- Angela Rippon : You give our jury a problem, here. 

- Porte-parole : We are counting. 

- Angela Rippon : So are they ! 

Angela Rippon (en) proposa alors de continuer la procédure de vote. L'erreur ne fut finalement rectifiée qu'après l'attribution des points du Royaume-Uni.
Ensuite, le porte-parole britannique dut être interrompu par le superviseur, le tableau ne suivant plus l'attribution des points et l'affichage des scores. Enfin, le porte-parole du jury israélien oublia de mentionner les quatre points attribués à la Suisse. Le superviseur souligna alors son oubli et le score fut rectifié.
Durant les deux premiers tiers du vote, le Royaume-Uni et la France se disputèrent la première place. Le dénouement survint lorsque le jury suisse attribua "douze points" à la France et aucun au Royaume-Uni.

## Résultats
Ce fut la cinquième victoire de la France. Ce record ne fut égalé qu'à cinq reprises : par le Luxembourg en 1983, l'Irlande en 1993, le Royaume-Uni en 1997, la Suède en 2012 et les Pays-Bas en 2019. Il ne fut dépassé que deux fois : en 1994, par l'Irlande et en 2015, par la Suède.
Par la suite, Marie Myriam confia qu’elle était tellement nerveuse, lors de sa prestation, qu’elle ne put empêcher ses mains de trembler.
Marie Myriam reçut la médaille du grand prix des mains de Sir Charles Curran (en), président de l'UER et directeur général de la BBC. Son retour sur scène prit plus de temps que prévu. Marie Myriam, en pleurs, embrassait tous les autres participants. Mais alors qu’elle se dirigeait vers la porte des coulisses, le cadreur qui la filmait fit une chute spectaculaire dans les escaliers, lui barrant le passage. Marie s’arrêta alors net de pleurer et lui vint en aide. Angela Rippon (en) se fendit à nouveau d’une plaisanterie « Je peux imaginer la scène dans les coulisses en ce moment. Quelqu'un se précipite pour trouver l'artiste gagnant. Où est-elle ? ». 
Ce fut également la dernière fois que la France remporta la compétition. 
| Ordre | Pays            | Artiste(s)                                    | Chanson                                       | Langue            | Place | Points |
| ----- | --------------- | --------------------------------------------- | --------------------------------------------- | ----------------- | ----- | ------ |
| 01    | Irlande         | The Swarbriggs Plus Two                       | It's Nice to Be in Love Again                 | Anglais           | 3     | 119    |
| 02    | Monaco          | Michèle Torr                                  | Une petite Française                          | Français          | 4     | 96     |
| 03    | Pays-Bas        | Heddy Lester (en)                             | De mallemolen                                 | Néerlandais       | 12    | 35     |
| 04    | Autriche        | Schmetterlinge                                | Boom Boom Boomerang                           | Allemand, anglais | 17    | 11     |
| 05    | Norvège         | Anita Skorgan                                 | Casanova                                      | Norvégien         | 14    | 18     |
| 06    | Allemagne       | Silver Convention                             | Telegram                                      | Anglais           | 8     | 55     |
| 07    | Luxembourg      | Anne-Marie B.                                 | Frère Jacques                                 | Français          | 16    | 17     |
| 08    | Portugal        | Os Amigos                                     | Portugal no coração                           | Portugais         | 14    | 18     |
| 09    | Royaume-Uni H T | Lynsey de Paul & Mike Moran                   | Rock Bottom                                   | Anglais           | 2     | 121    |
| 10    | Grèce           | Paschalis (el), Marianna (de), Robert & Béssy | Máthema Solfege (Μάθημα σολφέζ)               | Grec              | 5     | 92     |
| 11    | Israël          | Ilanit                                        | Ahava Hi Shir Leshnayim (אהבה היא שיר לשניים) | Hébreu            | 11    | 49     |
| 12    | Suisse          | Pepe Lienhard Band (en)                       | Swiss Lady                                    | Allemand          | 6     | 71     |
| 13    | Suède           | Forbes                                        | Beatles                                       | Suédois           | 18    | 2      |
| 14    | Espagne         | Micky                                         | Enseñame a cantar                             | Espagnol          | 9     | 52     |
| 15    | Italie          | Mia Martini                                   | Libera                                        | Italien           | 13    | 33     |
| 16    | Finlande        | Monica Aspelund (en)                          | Lapponia                                      | Finnois           | 10    | 50     |
| 17    | Belgique        | Dream Express                                 | A Million in One, Two, Three                  | Anglais           | 7     | 69     |
| 18    | France          | Marie Myriam                                  | L'Oiseau et l'Enfant                          | Français          | 1     | 136    |

## Anciens participants
| Artiste                                        | Pays     | Année(s) précédente(s)                                  |
| ---------------------------------------------- | -------- | ------------------------------------------------------- |
| Fernando Tordo (en) (membre de Os Amigos)      | Portugal | 1973                                                    |
| Paulo de Carvalho (membre de Os Amigos)        | Portugal | 1974                                                    |
| Patricia Maessen (membre de Dream Express)     | Belgique | 1970 (pour les Pays-Bas comme membre de Hearts of Soul) |
| Bianca Maessen (membre de Dream Express)       | Belgique | 1970 (pour les Pays-Bas comme membre de Hearts of Soul) |
| Stella Maessen (membre de Dream Express)       | Belgique | 1970 (pour les Pays-Bas comme membre de Hearts of Soul) |
| Ilanit                                         | Israël   | 1973                                                    |
| Beatrix Neundlinger (membre de Schmetterlinge) | Autriche | 1972 (comme membre de Milestones)                       |
| Günter Grosslercher (membre de Schmetterlinge) | Autriche | 1972 (comme membre de Milestones)                       |
| The Swarbriggs                                 | Irlande  | 1975                                                    |
| Michèle Torr                                   | Monaco   | 1966 (pour le Luxembourg)                               |

## Tableau des votes
| Drapeau de l'Irlande                              | Drapeau de Monaco | Drapeau des Pays-Bas | Drapeau de l'Autriche | Drapeau de la Norvège | Drapeau de l'Allemagne | Drapeau du Luxembourg | Drapeau du Portugal | Drapeau du Royaume-Uni | Drapeau de la Grèce | Drapeau d’Israël | Drapeau de la Suisse | Drapeau de la Suède | Drapeau de l'Espagne | Drapeau de l'Italie | Drapeau de la Finlande | Drapeau de la Belgique | Drapeau de la France | Total |     |
| Pays                                              |                   |                      |                       |                       |                        |                       |                     |                        |                     |                  |                      |                     |                      |                     |                        |                        |                      |       |     |
| Irlande                                           |                   | 8                    | 1                     | 5                     | 12                     | 5                     | 8                   | 1                      | 12                  | 10               | 12                   | 8                   | 12                   | 4                   | 8                      | –                      | 3                    | 10    | 119 |
| Monaco                                            | 5                 |                      | –                     | 8                     | 1                      | 6                     | 1                   | 6                      | 7                   | 12               | 2                    | 6                   | 10                   | 8                   | 12                     | 5                      | 2                    | 5     | 96  |
| Pays-Bas                                          | 3                 | 3                    |                       | –                     | –                      | –                     | –                   | –                      | 1                   | 1                | 1                    | 7                   | –                    | 1                   | –                      | –                      | 10                   | 8     | 35  |
| Autriche                                          | –                 | 5                    | –                     |                       | 2                      | –                     | –                   | –                      | –                   | 3                | –                    | –                   | –                    | –                   | –                      | 1                      | –                    | –     | 11  |
| Norvège                                           | –                 | –                    | –                     | –                     |                        | –                     | 3                   | 2                      | 2                   | –                | –                    | –                   | 1                    | –                   | 5                      | –                      | 5                    | –     | 18  |
| Allemagne                                         | 1                 | 1                    | 3                     | 2                     | –                      |                       | 2                   | 8                      | 8                   | 8                | 5                    | –                   | 5                    | 5                   | 6                      | –                      | –                    | 1     | 55  |
| Luxembourg                                        | 2                 | –                    | –                     | –                     | –                      | –                     |                     | –                      | –                   | –                | –                    | –                   | –                    | 7                   | –                      | 8                      | –                    | –     | 17  |
| Portugal                                          | –                 | 2                    | 2                     | –                     | –                      | 1                     | –                   |                        | –                   | –                | –                    | 4                   | –                    | –                   | 3                      | –                      | –                    | 6     | 18  |
| Royaume-Uni                                       | –                 | 12                   | 7                     | 12                    | 7                      | 10                    | 12                  | 12                     |                     | –                | 8                    | –                   | 8                    | 3                   | 2                      | 4                      | 12                   | 12    | 121 |
| Grèce                                             | –                 | 10                   | 10                    | 4                     | 4                      | 4                     | 6                   | 10                     | 5                   |                  | 3                    | 1                   | 7                    | 12                  | 1                      | 6                      | 6                    | 3     | 92  |
| Israël                                            | 7                 | 7                    | 5                     | 3                     | 5                      | –                     | –                   | –                      | –                   | –                |                      | 10                  | 3                    | 6                   | –                      | –                      | 1                    | 2     | 49  |
| Suisse                                            | 6                 | –                    | –                     | 10                    | 10                     | –                     | 5                   | 4                      | 4                   | 6                | 4                    |                     | –                    | –                   | 4                      | 10                     | 8                    | –     | 71  |
| Suède                                             | –                 | –                    | –                     | –                     | –                      | 2                     | –                   | –                      | –                   | –                | –                    | –                   |                      | –                   | –                      | –                      | –                    | –     | 2   |
| Espagne                                           | –                 | –                    | 6                     | 1                     | –                      | 7                     | 7                   | –                      | 3                   | 4                | –                    | 3                   | –                    |                     | 7                      | 7                      | 7                    | –     | 52  |
| Italie                                            | 8                 | 6                    | –                     | –                     | –                      | 3                     | –                   | 3                      | –                   | –                | –                    | 2                   | –                    | 2                   |                        | 2                      | –                    | 7     | 33  |
| Finlande                                          | 12                | –                    | 4                     | 6                     | 8                      | –                     | –                   | –                      | –                   | 2                | 7                    | 5                   | 2                    | –                   | –                      |                        | –                    | 4     | 50  |
| Belgique                                          | 4                 | –                    | 12                    | –                     | 6                      | 8                     | 4                   | 7                      | 10                  | 5                | 6                    | –                   | 4                    | –                   | –                      | 3                      |                      | –     | 69  |
| France                                            | 10                | 4                    | 8                     | 7                     | 3                      | 12                    | 10                  | 5                      | 6                   | 7                | 10                   | 12                  | 6                    | 10                  | 10                     | 12                     | 4                    |       | 136 |
| Le tableau suit l'ordre de passage des candidats. |                   |                      |                       |                       |                        |                       |                     |                        |                     |                  |                      |                     |                      |                     |                        |                        |                      |       |     |

Le marquage des points sur le tableau demeura incorrect à la fin de la retransmission. Deux erreurs durent être rectifiées par la suite, lors de la publication des résultats. En effet, deux pays attribuèrent des votes surnuméraires. 

La Grèce attribua quatre points à l'Espagne et à l'Autriche (puis trois à la Finlande, deux aux Pays-Bas et un au Royaume-Uni). La correction attribua quatre points à l'Espagne, trois à l'Autriche, deux à la Finlande, un aux Pays-Bas et aucun au Royaume-Uni.

La France attribua trois points à la Grèce et à Israël (puis deux à l'Allemagne), ainsi qu’un point à l'Autriche et à la Belgique. La correction attribua trois points à la Grèce, deux à Israël, un à l'Allemagne et aucun à l'Autriche et à la Belgique.

## Télédiffuseurs
| Pays        | Télédiffuseur(s)        | Commentateur(s)                    | Porte-parole           |
| ----------- | ----------------------- | ---------------------------------- | ---------------------- |
| Allemagne   | ARD Deutsches Fernsehen | Werner Veigel                      | ?                      |
| Allemagne   | Deutschlandfunk         | Wolf Mittler                       | ?                      |
| Autriche    | FS1                     | Ernst Grissemann                   | Jenny Pippal           |
| Autriche    | Hitradio Ö3             | Hubert Gaisbauer                   | Jenny Pippal           |
| Belgique    | RTBF1                   | Paule Herreman                     | Anne Ploegaerts        |
| Belgique    | RTBF La Première        | André Zaleski                      | Anne Ploegaerts        |
| Belgique    | BRT TV1                 | Luc Appermont                      | Anne Ploegaerts        |
| Belgique    | BRT Radio 1             | Nand Baert (nl) & Herwig Haes      | Anne Ploegaerts        |
| Espagne     | TVE1                    | Miguel de los Santos (en)          | Isabel Tenaille (es)   |
| Finlande    | YLE TV1                 | Erkki Toivanen (en)                | Kaarina Pönniö         |
| France      | TF1                     | Georges De Caunes                  | ?                      |
| France      | France Inter            | Gérard Klein                       | ?                      |
| Grèce       | ERT                     | Mako Georgiadou (el)               | Naki Agathou (el)      |
| Grèce       | Proto Programma         | Dimitris Konstantaras (el)         | Naki Agathou (el)      |
| Irlande     | RTÉ Television          | Mike Murphy                        | Brendan Balfe          |
| Irlande     | RTÉ Radio 1             | Liam Devally (en)                  | Brendan Balfe          |
| Israël      | Télévision Israélienne  | pas de commentateur                | Yitzhak Shim'oni       |
| Italie      | Rete 1                  | Silvio Noto (it)                   | Mariolina Cannuli (it) |
| Italie      | Rai Radio 2             | Silvio Noto (it)                   | Mariolina Cannuli (it) |
| Luxembourg  | RTL Télé-Luxembourg     | Jacques Navadic                    | Jacques Harvey         |
| Luxembourg  | RTL Radio               | André Torrent                      | Jacques Harvey         |
| Monaco      | Télé Monte Carlo        | Georges de Caunes                  | Carole Chabrier        |
| Norvège     | NRK                     | John Andreassen (en)               | Sverre Christophersen  |
| Norvège     | NRK P1                  | Erik Heyerdahl                     | Sverre Christophersen  |
| Pays-Bas    | Nederland 2             | Ati Dijckmeester (nl)              | Ralph Inbar (nl)       |
| Portugal    | RTP1                    | ?                                  | Ana Zanatti (pt)       |
| Portugal    | RDP Antena 1            | Amadeu Meireles (pt)               | Ana Zanatti (pt)       |
| Royaume-Uni | BBC1                    | Pete Murray                        | Colin Berry            |
| Royaume-Uni | BBC Radio 2             | Terry Wogan                        | Colin Berry            |
| Suède       | SR TV1                  | Ulf Elfving (en)                   | Sven Lindahl (en)      |
| Suède       | SR P3                   | Ursula Richter & Åke Strömmer (en) | Sven Lindahl (en)      |
| Suisse      | TSR                     | Georges Hardy                      | Michel Stocker         |
| Suisse      | TV DSR                  | Theodor Haller                     | Michel Stocker         |
| Suisse      | TSI                     | Giovanni Bertini                   | Michel Stocker         |

Le concours fut retransmis en direct, par câble et par satellite dans 33 pays.